# Ravi Bhushan

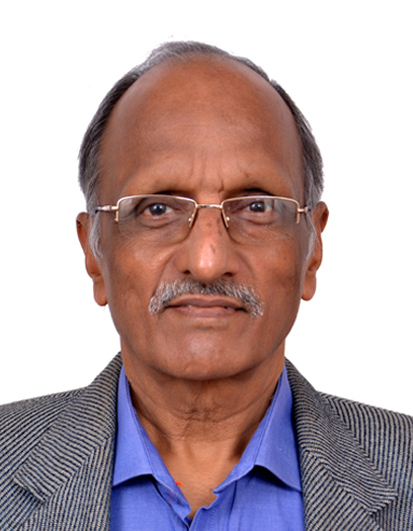
Ravi Bhushan (2022)

Ravi Bhushan (* 12. April 1953 in Muzaffarnagar, Uttar Pradesh, Indien) ist ein Professor für Chemie.

## Leben
Bhushan ist das jüngste Kind seiner Eltern und wuchs mit drei Geschwistern auf. Nach dem Schulabschluss auf einer staatlichen Schule  (Deoli, Rajasthan, Indien) begann er 1968 ein Chemiestudium an der Universität von Jodhpur. 1978 wurde er dort promoviert mit einer Arbeit zu Naturstoffen, isoliert aus Wüstenpflanzen. Ab 1979 arbeitete er als Lecturer an der Universität Roorkee (heute Indian Institute of Technology Roorkee). Er wirkte dort ab 1996 als Professor für Chemie und wurde 2018 pensioniert.
Er ist verheiratet und Vater zweier Töchter.

## Wirken
Seine über 270 wissenschaftlichen Arbeiten sind vorwiegend der analytischen Chemie – Schwerpunkt: Flüssigchromatographie und Enantiomerentrennung – zuzurechnen. Dabei entwickelte er zahlreiche Verfahren zur direkten chromatographischen Enantiomerentrennung mittels Hochdruckflüssigchromatographie (HPLC) und Dünnschichtchromatographie. Die Enantiomere zahlreicher racemischer Arzneistoffe konnte er so auch trennen.
In seiner Forschung ging es daneben u. a. auch um die Naturstoffisolation und -identifikation, Proteinreinigung und -sequenzierung sowie die Isolation und Analyse von DNA.
Bhushan ist Herausgeber mehrerer Fachzeitschriften:
- Biomedical Chromatography (seit 1996),
- Bioanalysis (seit 2011) und
- Acta Chromatographica (seit 2012).

## Auszeichnungen
- Alexander von Humboldt-Stiftung. Im Zeitraum 1988 bis 2022 zahlreiche mehrmonatige Forschungsaufenthalte an der Carl von Ossietzky Universität Oldenburg bei Jürgen Martens und an der Universität Gießen bei Hans Brückner.
- European Economic Community Fellowship in 1992. Forschungsaufenthalt bei Peter Shewry an der Universität Bristol.
- Fellow Royal Society of Chemistry, London (1993).
- Fellow National Academy of Sciences, India (2001).